# Secretário Privado Parlamentar do Primeiro-Ministro
O Secretário Privado Parlamentar do Primeiro-Ministro é um cargo ao serviço do Primeiro-Ministro do Reino Unido. O titular do cargo é amplamente visto como os "olhos e ouvidos" do primeiro-ministro, servindo como elemento de ligação com o partido parlamentar do primeiro-ministro. O Secretário Privado Parlamentar também é responsável por reunir-se com os membros do Parlamento quando o Primeiro-Ministro não estiver disponível, acompanhar o Primeiro-Ministro e auxiliá-los nos preparativos para as Perguntas ao Primeiro-Ministro.
Os atuais Secretários Parlamentares Privados do Primeiro Ministro Boris Johnson são Alex Burghart e Trudy Harrison.